# Torre di Vignola
La torre di Vignola è una torre che fa parte del complesso di strutture fortificate che, dall'alto medioevo sino alla metà del diciannovesimo secolo, hanno costituito il sistema difensivo, di avvistamento e di comunicazione della fascia costiera della Sardegna. È situata su un promontorio a circa 20 m s.l.m.m., tra punta di li Francesi e la frazione Vignola del Comune Aglientu, ed era in contato visivo con la torre di Santa Reparata, oggi distrutta.
Edificata utilizzando conci irregolari di granito di media pezzatura recuperati in loco, la torre di Vignola è di forma troncoconica, ha un diametro esterno alla base di 12 metri e altrettanti di altezza, e muri perimetrali dello spessore di circa 2 metri.

L'ingresso, posto a 5,35 metri di quota dal suolo, avveniva originariamente con l'ausilio di scale in corda o a pioli che in caso di pericolo potevano essere ritratte con facilità. Verso la metà del 1800 l'accesso al fortilizio venne reso più comodo con la costruzione di una scala esterna. 

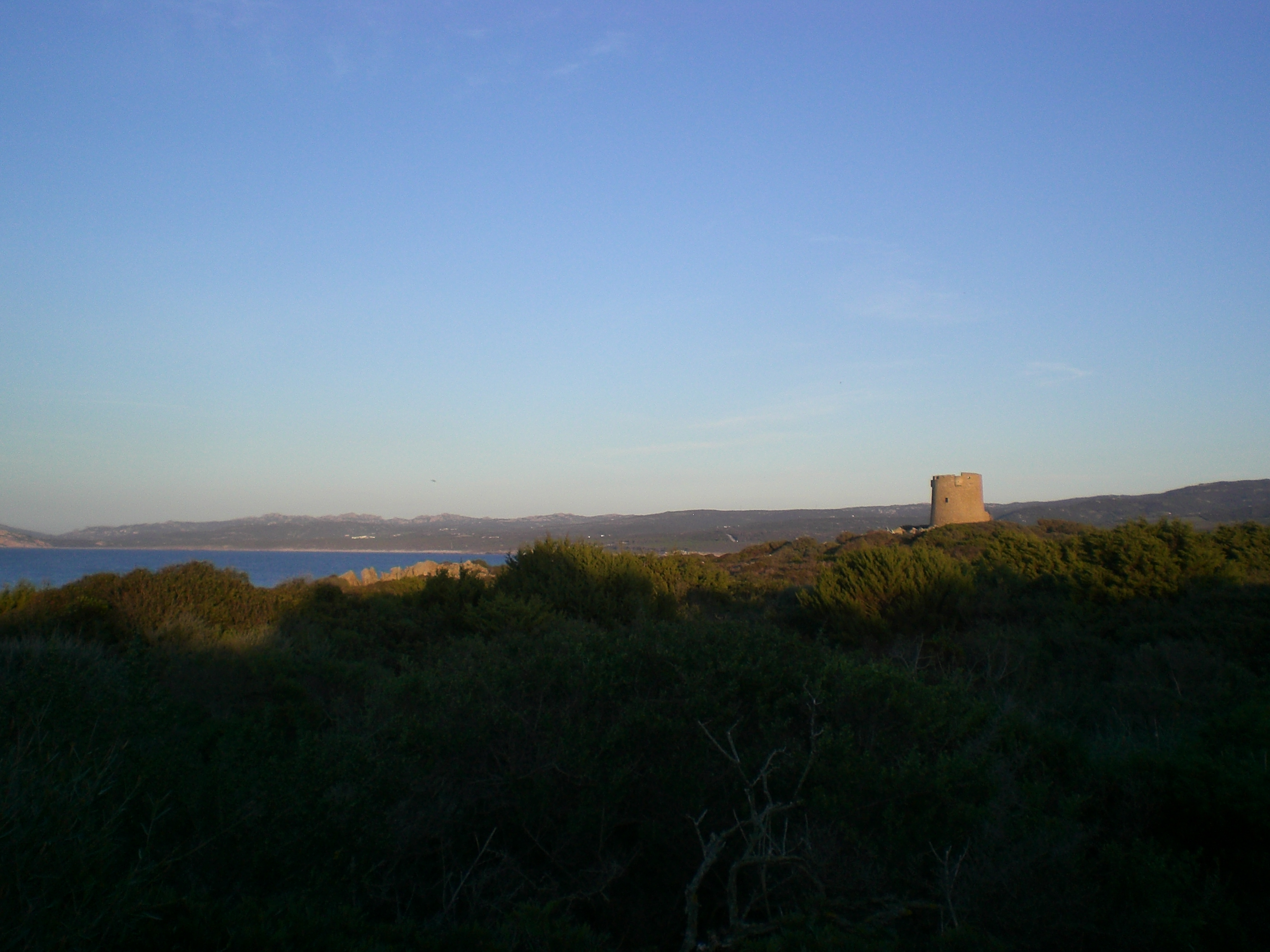

 Un'apertura realizzata con piedritti e architrave in pietra introduce alla casamatta, un camerone a prova di bomba del diametro di 6,10 metri con al centro un pilastro che ne sostiene la volta a cupola; dei tramezzi suddividono l'ambiente in tre settori due dei quali, rivolti verso il mare e dotati di troniere, fungevano da alloggi della guarnigione.
La piazza d'armi è raggiungibile grazie ad una stretta e ripida scala, ricavata all'interno del muro perimetrale, che termina con un boccaporto protetto da una garitta in muratura. Nel parapetto della terrazza sono presenti alcune cannoniere, aperture da cui sporgevano i pezzi di artiglieria.
La costruzione della torre, avvenuta nel 1605 a presidio della tonnara realizzata qualche anno prima, sostituì il sistema di avvistamento istituito nel 1572 e formato da postazioni mobili (atalayas) o punti di vedetta (guardie morte) i quali avevano presumibilmente anche il compito di creare un collegamento tra la torre dell'Isola Rossa e quella di Santa Reparata.
Appartenendo al genere delle gagliarde (de armas), cioè di difesa pesante, alla torre venne assegnata una importante guarnigione formata da un alcaide (il comandante), un artigliere e tre soldati. Essi avevano a disposizione un armamento composto da un cannone calibro 5, due spingarde e sei fucili. Il secolo successivo la guarnigione venne ridotta al solo alcaide accompagnato da due soldati.
Interventi documentati di risanamento e ristrutturazione vennero eseguiti negli anni 1720, 1777, 1827 e 1828.
La torre di Vignola restò presidiata anche dopo la soppressione della Reale Amministrazione delle Torri.

## Galleria d'immagini

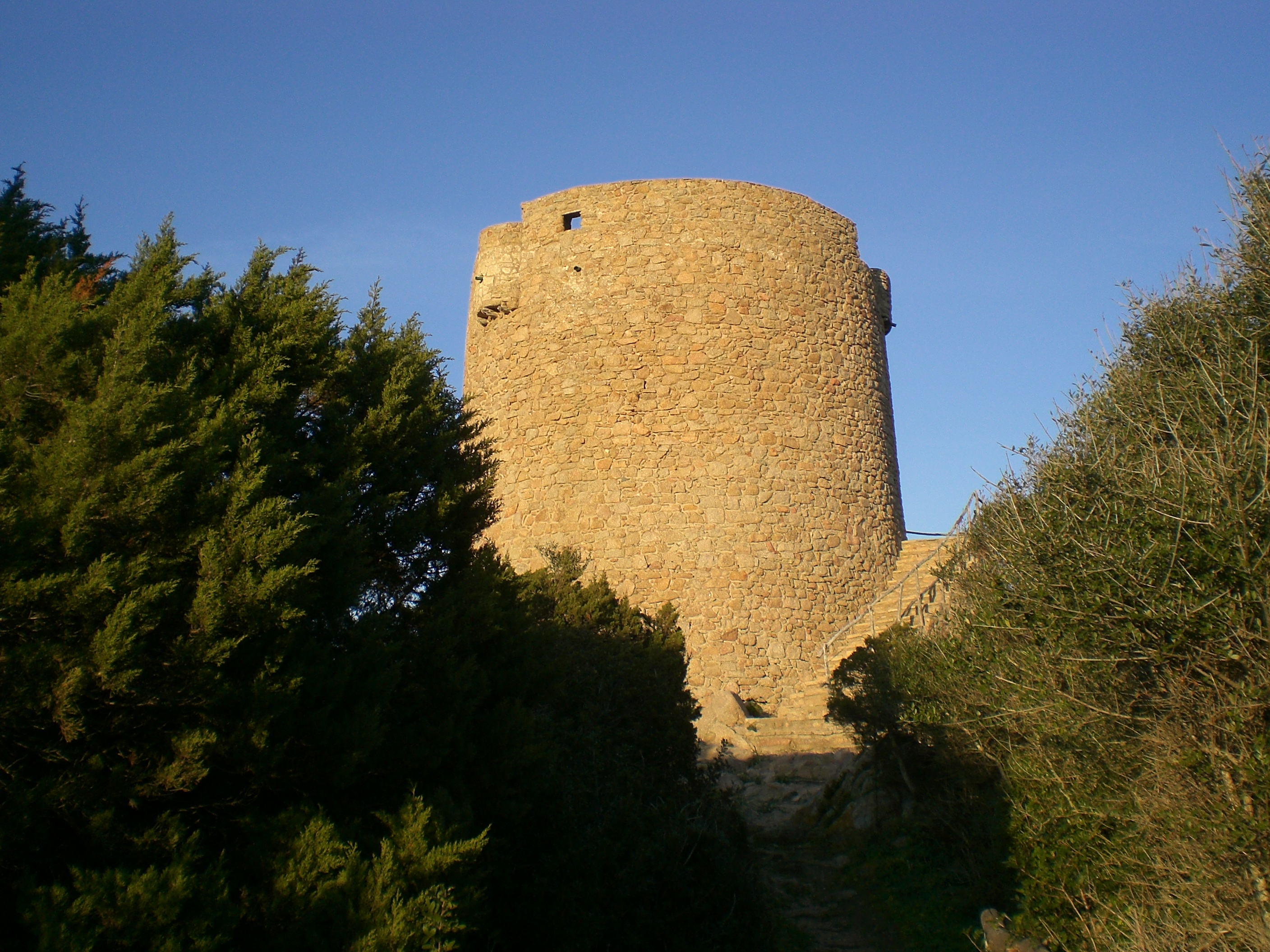
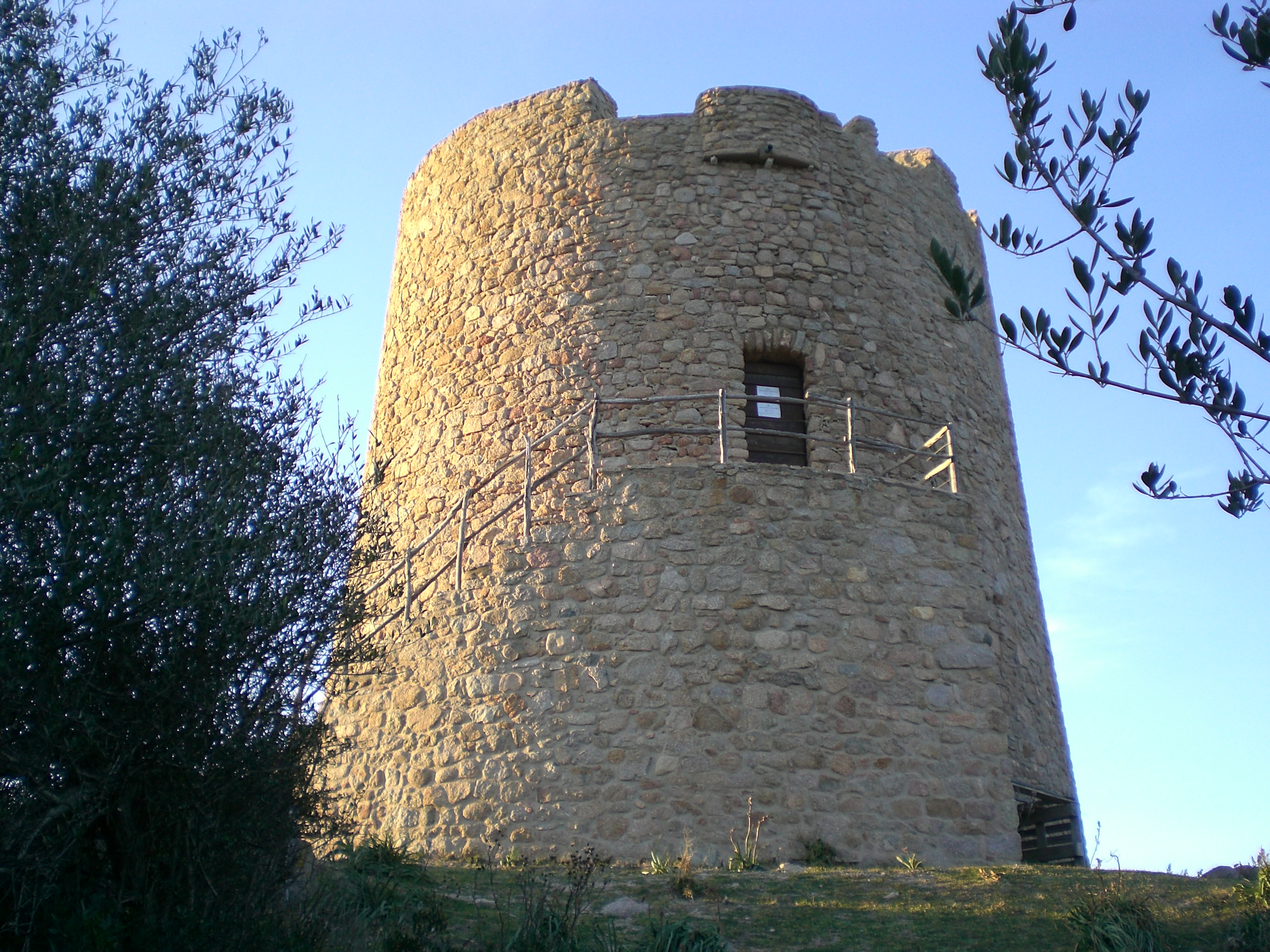
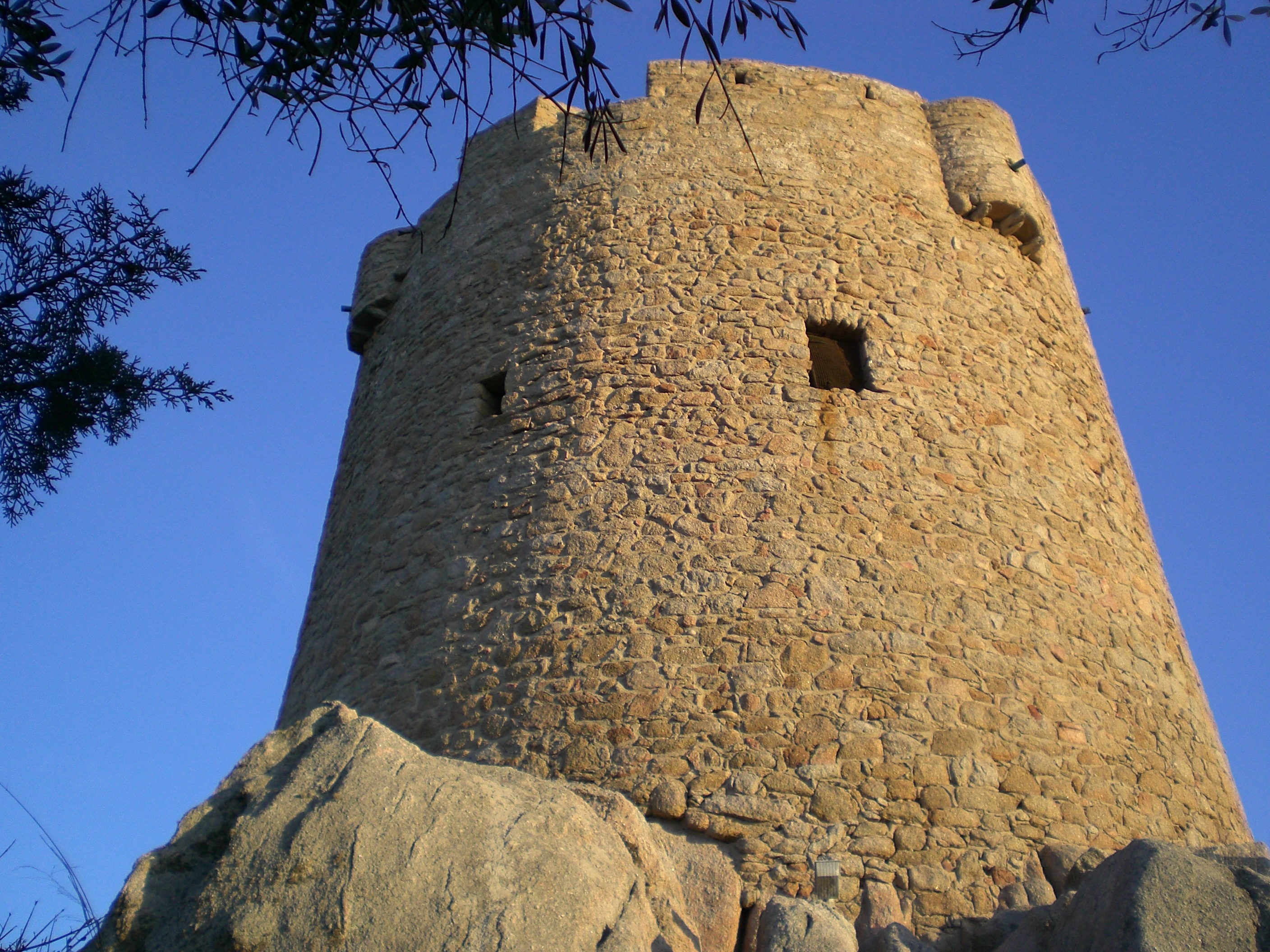